# Roman Wladimirowitsch Fedorischtschew
Roman Wladimirowitsch Fedorischtschew (russisch Роман Владимирович Федорищев; * 3. Oktober 1982) ist ein russischer Biathlet, der sich auf die Stilrichtung Crosslauf-Sommerbiathlon spezialisiert hat.
Roman Fedorischtschew startet für SDJUSSCHOR NGTU ROSTO, eine dem Verteidigungsministerium angeschlossene Sportvereinigung der Staatlichen Technischen Universität Nowosibirsk. Er gewann mit Pawel Tschuprijanow und Sergei Balandin bei den Juniorenrennen der Sommerbiathlon-Weltmeisterschaften 2002 in Jablonec nad Nisou den Titel im Staffelwettbewerb. Später gewann er bei den Männern startend bei den Sommerbiathlon-Europameisterschaften 2006 in Cēsis hinter Alexei Kowjasin im Massenstartrennen die Silbermedaille. 2009 in Nové Město na Moravě erreichte er die Plätze 27 im Sprint und 20 im Massenstartrennen. Fedorischtschew lebt in Berdsk in der Oblast Nowosibirsk.

## Belege
1. ↑  Medaillengewinner der Junioren-Sommerbiathlon-Weltmeisterschaften
2. ↑  Ergebnisse der Sommerbiathlon-Europameisterschaft in Cesis

| Personendaten    | Personendaten                            |
| ---------------- | ---------------------------------------- |
| NAME             | Fedorischtschew, Roman Wladimirowitsch   |
| ALTERNATIVNAMEN  | Федорищев, Роман Владимирович (russisch) |
| KURZBESCHREIBUNG | russischer Biathlet                      |
| GEBURTSDATUM     | 3. Oktober 1982                          |